# Eduard Ockel
Eduard Ockel, född den 1 februari 1834 i Schwante i nuvarande Oberkrämer vid Kremmen i provinsen Brandenburg, död den 2 mars 1910 i Berlin, var en tysk målare.
Ockel studerade djurmåleri i Berlin, arbetade sedan 1858 i Paris under Couture och återvände sedermera till Berlin. Hans djurtavlor, som tillika är landskapsbilder, behandlar både husdjur och vilda djur, målade med kraftig naturalism och ofta i stark rörelse. Nationalgalleriet i Berlin äger ett par tavlor av honom: Kor vid en damm i Fontainebleau och Höstafton i Mark.